# U.S. Men's Clay Court Championships 2007
L'U.S. Men's Clay Court Championships 2007è stato un torneo di tennis giocato sulla terra rossa. È stata la 97ª edizione del U.S. Men's Clay Court Championships, che fa parte della categoria International Series nell'ambito dell'ATP Tour 2007. Si è giocato al Westside Tennis Club di Houston in Texas negli Stati Uniti dal 9 al 15 aprile 2007.

## Campioni

### Singolare
Ivo Karlović ha battuto in finale  Mariano Zabaleta con il punteggio di 6–4, 6–1.

### Doppio
Bob Bryan /  Mike Bryan hanno battuto in finale  Mark Knowles /  Daniel Nestor con il punteggio di 7–6(3), 6–4.